# Trioza soniae
Trioza soniae är en insektsart som beskrevs av Rapisarda 1994. Trioza soniae ingår i släktet Trioza och familjen spetsbladloppor. Inga underarter finns listade i Catalogue of Life.